# 유럽 고속도로 91호선
유럽 고속도로 91호선(European route E91)은 터키의 토프라크칼레에서 야일라다우까지 이르는 총 연장 170km에 이르는 유럽 고속도로 노선이자 A클래스 고속도로이기도 하다. 그러나 해당 경로는 UNECE에 의해 다음과 같은 경유지를 통과하며, 주요 경로로는 토프라크칼레를 시작으로 하여, 이스켄데룬, 안타키아, 야일라다우를 거쳐 시리아 국경까지 이어준다. 그리고 시리아까지 간접적으로 접근 가능한 구간도 물론 존재한다.

## 경로
- 튀르키예
  -  오토요르 53호선(영어판) : 토프라크칼레(영어판) (E90) - 이스켄데룬
  -  국도 제D817호선 (터키)(튀르키예어판) : 이스켄데룬 - Topboğazı (E98)
  -  국도 제D825호선 (터키)(영어판) : Topboğazı (E98) - 안타키아 - 야일라다우(영어판)
- 시리아
  - Route 1 : 케사브(영어판)